# 匯權縣
匯權縣或惠恭王區（皇家轉寫：Khet Huai Khwang），又译辉煌区，是泰國首都曼谷轄下的50個区之一，位于市中心东北近郊。匯權縣總面積15.033平方公里。根據泰國官方於2017年所作的人口調查數據顯示：居住於匯權縣的總人口數量為81515人，人口密度為5422.40人/平方公里。
泰國文化中心及泰日協會學校皆位於匯權縣。

## 历史
原为拍耶泰县一部分。1973年独立成区，名称“汇权”意为“挡路的小溪”，因为该地最初是小溪和泻湖密布的湿地，需要靠船只通行，但航路总被小溪挡住。
自2013年开始，许多中国内地商人在此处置业开店，从事物流、代购、批发、餐饮等行业，亦面向在泰经商的中国新移民提供签证、语言教学、房屋中介、货币兑换等服务。区内巴差拉挽聘路（ประชาราษฎร์บำเพ็ญ）位于象神庙对面，被称为“代购街”“新唐人街”，和三攀他旺县耀华力路的旧唐人街相对。

## 交通
汇权县交通较为便利，有曼谷地鐵蓝线纵贯，设碧武里站、拉瑪九世站、泰國文化中心站、匯權站、素鐵訕站、叻猜拉披色站。
曼谷大众运输机构、泰國大眾快速交通局总部皆设在汇权县。曼谷地铁蓝线车辆基地亦设在此县。